# Smučanje prostega sloga na Zimskih olimpijskih igrah 2006
Olmpijska tekmovanja v smučanju prostega sloga na XX. zimskih olimpijskih igrah so potekala v Sauze d'Oulx. Tekmovanja so potekala v smučanju po grbinah in v akrobatskih skokih. Pri smučanju po grbinah je treba čim hitreje priti do cilja, ocenjuje se tudi tehnika smučanja po njih in dveh akrobatskih skokov. Pri akrobatskih skokih se ocenjujeta dva skoka, ki se ocenjujeta po zahtevnosti, tehniki in pristanku.

## Medalje
| Mesto | Država                     | Zlato | Srebro | Bron | Skupno |
| ----- | -------------------------- | ----- | ------ | ---- | ------ |
| 1     | Ljudska republika Kitajska | 1     | 1      | 0    | 2      |
| 2     | Avstralija                 | 1     | 0      | 1    | 2      |
| 3     | Kanada                     | 1     | 0      | 0    | 1      |
| 3     | Švica                      | 1     | 0      | 0    | 1      |
| 4     | Norveška                   | 0     | 1      | 0    | 1      |
| 4     | Finska                     | 0     | 1      | 0    | 1      |
| 4     | Belorusija                 | 0     | 1      | 0    | 1      |
| 5     | Francija                   | 0     | 0      | 1    | 1      |
| 5     | ZDA                        | 0     | 0      | 1    | 1      |
| 5     | Rusija                     | 0     | 0      | 1    | 1      |

## Moški

### Grbine
Tekmovanje v grbinah je potekalo 15. februarja. Zlato je osvojil Avstralec Dale Begg-Smith, ki je bil takrat vodilni v smučanju po grbinah na svetovnem pokalu 2005/06, medtem ko je bivši svetovni prvak Američan Nathan Roberts osvojil bron.
| Medalja | Tekmovalec            | Točke |
| Zlato   | Dale Begg-Smith (AVS) | 26,77 |
| Srebro  | Mikko Ronkainen (FIN) | 26,62 |
| Bron    | Toby Dawson (ZDA)     | 26,30 |

### Skoki
Kvalifikacije so potekale 20. februarja ter finale 23. februarja. 
Miha Gale si je na treningu lažje poškodoval podlaket leve roke, ko je ob sunkih vetra ob pristanku padel ter ni nastopil na kvalifikacijah.
| Medalja | Tekmovalec             | Točke    |
| Zlato   | Han Xiaopeng (KIT)     | 250,77   |
| Srebro  | Dmitri Dashinski (BLR) | 248,68   |
| Bron    | Vladimir Lebedev (RUS) | 246,76   |
| ...     |                        |          |
|         | Miha Gale (SLO)        | Odstopil |

## Ženske

### Grbine
Tekmovanja so potekala 11. februarja. Kanadčanka Jennifer Heil je za 0.85 točke premagala braniteljico olimpijskega naslova Norvežanko Kari Traa ter osvojila zlato, prvo za Kanado v smučanju po grbinah. Sandra Laoura je osvojila prvo medaljo za Francijo.
Nina Bednarik se s 24. mestom ni kvalificira v finale.
| Medalja | Tekmovalka          | Točke |
| Zlato   | Jennifer Heil (KAN) | 26,50 |
| Srebro  | Kari Traa (NOR)     | 25,65 |
| Bron    | Sandra Laoura (FRA) | 25,37 |
| ...     |                     |       |
| 24.     | Nina Bednarik (SLO) | 19,54 |

### Skoki
Kvalifikacije so potekale 21. februarja ter finale 22. februarja. Avstralka
Jacqui Cooper je v kvalifikacijah postavila nov svetovni rekord s 213.56 točkame, vendar se ji je nastop v finalu ponesrečil in je končala na 8. mestu. Zlato je osvojila, prav tako takrat vodilna v svetovnem pokalu, Švicarka Evelyne Leu, srebro pa svetovna prvankinja leta 2005 Kitajka Li Nina.
| Medalja | Tekmovalka          | Točke  |
| Zlato   | Evelyne Leu (ŠVI)   | 202,55 |
| Srebro  | Li Nina (KIT)       | 197,39 |
| Bron    | Alisa Camplin (AVS) | 191,39 |